# Nóż Tobolda
Nóż Tobolda – przyrząd stosowany w otorynolaryngologii służący do nacinania ropnia nagłośni. Ma kształt wygięty (litera "L"), umożliwiający dotarcie do nagłośni. Na jednym końcu znajdują się 2 okrągłe uchwyty na włożenie palca wskazującego i środkowego oraz jeden ruchomy uchwyt przeznaczony na kciuk. Podczas poruszania uchwytem za pomocą kciuka wysuwa się lub wsuwa się z przeciwległego końca ostrze noża.

Przeczytaj ostrzeżenie dotyczące informacji medycznych i pokrewnych zamieszczonych w Wikipedii.